# إدوين ألبرت روبسون
إدوين ألبرت روبسون (بالإنجليزية: Edwin Albert Robson)‏ هو محامي وقاضي أمريكي، ولد في 16 أبريل 1905، وتوفي في 21 أكتوبر 1986.